# Magister Ákos
Ákos (in ungherese Ákos nembeli Ákos; ... – dopo il 24 agosto 1273), meglio conosciuto come Magister Ákos (in ungherese Ákos mester), fu un chierico e cronista ungherese vissuto nel XIII secolo, autore delle Gesta Stephani V, ossia una reinterpretazione, interpolazione e parziale revisione delle cosiddette Gesta Hungarorum vetera.

## Biografia
Discendente dell'omonima famiglia degli Ákos, era figlio di Matteo e aveva due fratelli, tali Filippo, che fu ispán di Gömör (1244) e poi dei comitati di Vesprimia (1247), e Derek, che amministrò il comitato di Giavarino nel 1257. Forse Ákos, che fu avviato alla carriera ecclesiastica, era il fratello più giovane dei tre loro. È possibile Ákos fosse cresciuto alla corte di Colomanno di Galizia, un figlio minore di Andrea II d'Ungheria. Probabilmente studiò all'estero, poiché il suo scritto dimostra che aveva un'ottima conoscenza del diritto canonico della Chiesa cattolica e della sua disciplina. Raimondo di Peñafort compilò il Liber Extra di papa Gregorio IX e, nel settembre del 1234, il pontefice annunciò tale pubblicazione in una bolla indirizzata ai dottori e agli studenti dell'Università di Parigi e dell'Università di Bologna, ordinando che soltanto l'opera di Raimondo fosse considerata autorevole e che solo essa fosse impiegata nelle scuole. Già nel 1240 Ákos veniva definito magister, circostanza la quale conferma che aveva studiato arti e diritto canonico in gioventù e non all'apice della sua carriera ecclesiastica.
Ákos era presente all'incoronazione di Béla IV il 14 ottobre 1235 e ne fornì un resoconto dettagliato nelle sue gesta. Secondo il suo resoconto, il duca Colomanno portava la spada reale, mentre Danilo di Galizia conduceva il cavallo del re in testa al corteo. György Györffy ha ritenuto che Ákos si oppose fermamente al primo regno anti-aristocratico di Béla, il quale istituì delle commissioni speciali che revisionò ogni documento reale relativo a concessioni terriere effettuate dopo il 1196, oltre a dare alle fiamme le sedie degli aristocratici nel consiglio reale. Ákos fu vicario a Pest tra il 1235 e il 1244, e in seguito divenne cappellano reale del re Béla. Fu uno dei guardiani della corona dal 1246 al 1251, dopodiché servì come canonico di Albareale tra il 1248 e il 1251. Oltre a ciò, fu cancelliere per conto della regina Maria Lascaris di Nicea, moglie di Béla IV, dal 1248 al 1261, così come prevosto di Buda. Durante l'ultimo decennio della sua vita, Ákos svolse la funzione di custode e patrono del monastero domenicano nell'isola Margherita. Dopo la morte di Béla IV, si ritirò dalla vita pubblica e risiedette nel palazzo del prevosto a Óbuda, dove scrisse le sue gesta.
Nel 1270, dopo l'ascesa al trono di Stefano V, Ákos fu tra i membri della delegazione ungherese inviata a Napoli che scortò la quasi dodicenne principessa Maria sposò Carlo lo Zoppo. Secondo lo storico Elemér Mályusz, Ákos era alla guida della delegazione ungherese a Napoli.
Anche dopo il decesso improvviso di Stefano V nell'agosto del 1272, Ákos mantenne la sua influenza e rimase capo della cappella reale durante il regno del minore Ladislao IV. Ákos morì dopo il 24 agosto 1273, data in cui fu menzionato per l'ultima volta dalle fonti coeve. Benedetto, il suo successore nella carica di prevosto di Buda, figura già in un documento alla fine del 1273, lasciando intendere che Ákos spirò in quell'anno.

## Le suegesta
Fu autore di una serie di gesta poi rivisitata da Simone di Kéza nella sua opera, le Gesta Hunnorum et Hungarorum. Nella storiografia, Ákos venne identificato per la prima volta come autore delle gesta dell'epoca di re Stefano V dal medievalista György Györffy nel 1948, mentre in precedenza Gyula Pauler e Sándor Domanovszky si erano limitati a far riferimento a un cronista ignoto vissuto in un'epoca compresa tra quella in cui visse l'anonimo notaio di re Béla e quella in cui visse Simone di Kéza, i cui testi furono citati nella sua cronaca del XIV secolo. Il lavoro di Ákos fu preceduto da un compilatore che scrisse tra il 1220 e il 1230. Györffy si è avveduto del fatto che il cronista elogiava in modo non veritiero il passato e i privilegi di Albareale e Buda, le due chiese in cui Ákos operava. La cronaca di Ákos si basava principalmente sulle cosiddette Gesta Hungarorum vetera (o Urgesta, in ungherese ősgeszta), oggi andate perdute. Györffy ha ritenuto che Ákos avrebbe potuto utilizzare anche una seconda cronaca, più breve (sulla base dei termini «Cumani bianchi» e «Cumani neri»). Ákos inserì nel testo della cronaca un elenco o un catalogo di monarchi ungheresi con i loro dati genealogici. Oltre alle interpolazioni al testo originale da lui stesso apportate, Ákos preparò poi un sunto dedicato alla santa principessa Margherita, monaca domenicana e figlia di Béla IV, interessata alle opere storiche. Per lei, Ákos redasse sempre delle annotazioni in occasione di re e martiri, in cui si poteva trovare un'agiografia che fornisse un racconto più approfondito sulla vita dei santi e sulle costruzioni devozionali delle chiese (ad esempio, la cattedrale di Vác). La stesura dell'estratto diede origine a due versioni successive del testo nella tradizione testuale della cronaca magiara, le quali furono poi ampliate parallelamente.

### Scopo
Per quanto riguarda il XIII secolo e l'epoca a lui contemporanea, Ákos aggiunse solo degli estratti alla cronaca, senza alcuna informazione rilevante. Györffy ha sostenuto che Ákos non fosse considerato un sostenitore di Béla IV, in quel momento al potere, quindi non poteva esprimere in maniera fredda una sua opinione sull'operato del re. La sua attenzione si concentra invece sulla preistoria ungherese, poiché il testo precedente trattava solo in misura modesta le vicende storiche di epoca precedente rispetto a Santo Stefano. Gyula Kristó ha sostenuto che Ákos, in effetti, avesse ricostruito gli eventi in maniera simile a quella dell'anonimo notaio di re Béla. Ákos tramanda numerose leggende, come il mito del corno di Lehel e l'atto di eroismo compiuto da Botondo, in seguito trascritto anche dalla Chronica Picta, e la leggenda di Sant'Eustachio con elementi e personaggi ungheresi, i duchi Géza e Ladislao. In questa ricostruzione indicata da Ákos, mentre cacciavano un cervo a Vác, Géza e Ladislao scorsero una candela accesa conficcata tra le corna del cervo. In seguito, re Géza costruì in quel luogo la cattedrale di Vác. Kristó ha ritenuto che Ákos avesse inventato il mito del corno di Lehel per compensare la pesante sconfitta dei magiari riportati nella battaglia di Lechfeld nel 955.

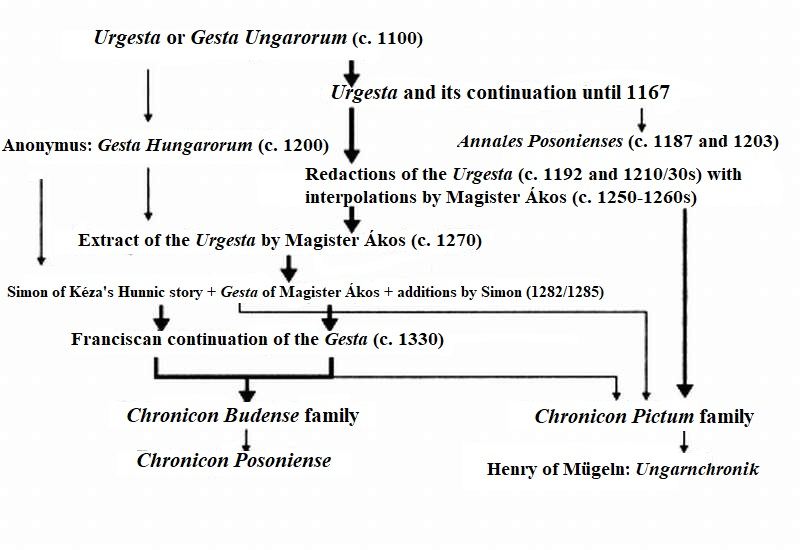
Albero genealogico delle cronache ungheresi fino al XIV secolo come ricostruito da György Györffy nel 1993

L'opera di Ákos adotta uno stile abbastanza aulico e una prospettiva aristocratica, poiché egli stesso era membro di una potente stirpe affermatasi nel XIII secolo. A tal proposito, dopo aver narrato le vicende dei sette capitribù magiari poi ripresa dalle Gesta Hungarorum, Ákos ci tenne a sottolineare che pure i propri antenati parteciparono attivamente anche alla conquista del bacino dei Carpazi alla fine del IX secolo. A differenza dell'anonimo notaio di re Béla, non associò i sette capitribù con l'intero popolo magiaro, mescolandoli deliberatamente con i sette «vergognosi» comandanti mutilati che fecero ritorno dalla disastrosa battaglia di Lechfeld. Ákos riferisce inoltre che fu Árpád il «primo» dei primi «tra gli uguali» ad avere il diritto di marciare in testa durante la conquista, compiendo un riferimento a un dovere riconosciuto ai monarchi in «epoca scita». Ákos sottolinea poi addirittura che le famiglie con cui aveva legami parentali nella sua epoca – gli Ákos, gli Aba e gli Csák – non sono inferiori per prestigio alla casa reale. Secondo Kristó, Ákos dimostra in un certo senso di sminuire la dinastia degli Arpadi, ritenendo che le varie famiglie si fossero insediate nei più disparati territori in maniera arbitraria, senza dover domandare agli Arpadi il consenso per potervi rimanere dopo la conquista. Nel corso della sua disamina, Ákos compie diverse interpolazioni anacronistiche, inserendo ad esempio delle formule «de genere» per i nobili dell'XI-XII secolo, sebbene questo termine compaia solo in documenti risalenti all'inizio del XIII secolo. In diverse occasioni, ipotizza dei legami genealogici privi di alcuna veridicità, come quando lega Opos il Coraggioso alla stirpe di Vecelino. Tra i termini anacronistici rientrano poi castrum, barones o Beata Virgo), ma su questo punto Gyula Kristó ha attribuito queste frasi a un autore che avrebbe scritto all'inizio del XIII secolo e prima di Ákos.
Nella sua opera, Ákos definisce il gruppo dell'aristocrazia del suo tempo come communitas, lasciando intuire esistessero pari diritti e doveri tra i suoi membri e che si cercasse di evitare costantemente che una discendenza potesse sopraffare l'altra (nobilis). Lo storico Mályusz ha sostenuto che l'idea di communitas del cronista potesse testimoniare l'esistenza di una forma di società oligarchica, mentre in seguito Simone di Kéza la estese a tutta la piccola nobiltà. La ricerca di collegamenti genealogici da parte di Ákos si estende anche alla fondazione dello Stato Cristiano, oltre che alla conquista del bacino carpatico. È per questa ragione che, interpolando eventi storici in modo errato, egli afferma che Szabolcs fosse il capostipite degli Csák, mentre collega i gyula alla stirpe dei Kán e al suo primo membro di spicco, Giulio I. Györffy ha attribuito ad Ákos la paternità del teorema secondo cui la moglie di Vazul appartenesse ai Tátony, ma che il suo matrimonio era privo di legittimità.
Rispetto a Simone di Kéza, il magister Ákos non attribuisce molta importanza all'etnia, sostenendo che questa passasse in secondo piano rispetto allo status sociale. Ákos considerava le discendenze degli advena (i "nuovi arrivati", di origine straniera) pari a quelle antiche, elaborandone un elenco (capitoli 37-53) che si trova nel testo della cronaca. Con questo spirito, sottolinea che i cavalieri tedeschi da cui proveniva la stirpe Hont-Pázmány avevano già combattuto per Cristo quando i magiari erano ancora pagani. Rifiutando il ruolo mercenario e la condizione di plebei di Hont e Pázmány, Ákos afferma persino che il gran principe Stefano avesse chiesto personalmente assistenza nella sua lotta contro Koppány, rivendicando membri di «dinastie reali» europee. Ákos suggerisce poi che gli Hahót discendessero dai conti di Weimar-Orlamünde, accrescendone l'importanza. Dimostrando una certa fantasia tipica di alcuni cronisti medievali, Ákos ricollega la parentela del contemporaneo ispán Keled a un'ipotetica famiglia reale tedesca del XII secolo, i conti di Hersfeld, una teoria questa rigettata persino dai Kórógyi, successivi discendenti della famiglia vissuti nel XIV secolo. Ákos probabilmente colloca intenzionalmente l'arrivo di Héder, antenato del contemporaneo Enrico Kőszegi e della sua potente famiglia, all'epoca del gran principe Géza (al potere dal 972 al 997), mentre in realtà, il cavaliere tedesco arrivò in Ungheria sotto Géza II tra 1140 e 1150. Quanto ad altre informazioni, il magister indica correttamente i luoghi d'origine degli Hermán, degli Smaragd e dei Gutkeled. In estrema sintesi, Ákos si limita a considerare le vicende di alcune discendenze advena, sottolineando i legami matrimoniali e di parentela con le antiche stirpi ungheresi.
Le cronache ungheresi medievali tendono a tracciare un legame (del tutto inesistente) tra gli Ungari e gli Unni. La storiografia di epoca precedente aveva ritenuto che Ákos avesse parlato degli Unni all'inizio della cronaca. Sándor Domanovszky e György Györffy hanno immaginato che Ákos avesse incorporato nella cronaca un breve testo storico preesistente, poi ricopiato da Simone di Kéza parola per parola nella propria opera. Al contrario, Bálint Hóman ha attribuito interamente a Simone la storia unna, poi ripresa nella propria opera. La storiografia ha accettato all'unanimità quest'ultima versione.

### Stile
I prestiti scoperti dal Pantheon di Goffredo da Viterbo, dal Carmen Miserabile di Ruggero di Puglia e dalla Historia Salonitana di Tommaso Arcidiacono dimostrano che Ákos consultò queste opere assieme alle Gesta Hungarorum vetera. Stando a Györffy, Ákos aveva una buona conoscenza del diritto romano, come si desume quando la cronaca narra l'esilio di Álmos con i termini del diritto romano. Secondo lo storico letterario János Horváth, Jr., le interpolazioni di Ákos non possono essere classificate come passaggi stilisticamente sofisticati all'interno del testo della cronaca, la sua prosa ritmica è spesso incoerente e di scarsa qualità. Stando a György Györffy, Ákos fu il primo cronista a definire i sette capitribù magiari come «comandanti» (in latino capitanei). Egli cita poi Lehel, Bulcsú, Vecelino e Apor in veste di «comandanti», quando guidarono i loro eserciti. Definisce inoltre re Andrea II "capitanues et dux preficitur», quando il monarca guidò le armate ungheresi durante la quinta crociata.